# Gian & Giovani
Gian & Giovani é uma dupla sertaneja formada em Franca ainda na década de 1980, pelos irmãos Aparecido dos Reis Morais, mais conhecido como Gian (Claraval, 20 de janeiro de 1967) e Marcelo dos Reis Morais, mais conhecido como Giovani (Franca, 24 de agosto de 1970).
A dupla é uma das principais representantes da geração romântica do sertanejo, vendendo mais de 10 milhões de discos e se consagrando como uma das maiores duplas da história da música sertaneja.
Os irmãos começaram a cantar ainda na infância no final dos anos 1970, porém o álbum de estreia dos irmãos foi lançado em 1988, no entanto, alcançaram a notoriedade nacional somente no segundo álbum (1990), com a música "Nem Dormindo Consigo Te Esquecer" a composição de César Augusto ultrapassou fronteiras garantindo a presença da dupla nas paradas de sucesso de todo o Brasil. A partir daí os irmãos começaram a receber diversos convites para participação em programas de rádio e televisão da época.
Mas a grande consagração foi no ano de 1998 com o lançamento da música "O Grande Amor da Minha Vida" também conhecida como "Convite de Casamento", ela alcançou as paradas de sucesso e dominou as rádios na época, se tornando uma das mais tocadas naquele ano e sendo considerada até hoje um dos maiores clássicos da dupla e da música sertaneja.
Em novembro daquele ano, a dupla gravou um CD duplo ao vivo na cidade de Franca, contando com um público de mais de 80 mil pessoas. Inicialmente lançado em CD em janeiro de 1999, e devido as vendagens expressivas foi posteriormente lançado em VHS, e mais tarde em DVD. Foi o álbum mais vendido da carreira da dupla, alcançando a marca absurda de 1 milhão e 800 mil cópias, e como foi um disco duplo, chegou a quase 4 milhões de cópias vendidas em um único projeto. Na lista de canções grandes sucessos de Gian e Giovani até então, como "Nem Dormindo Consigo Te Esquecer", "Olha Amor", "1, 2, 3", "Eu Busco Uma Estrela", "Mil Corações", "O Grande Amor Da Minha Vida (Convite de Casamento)" dentre outras.
Com mais de 35 anos de carreira, mais de 10 milhões de discos vendidos e turnês internacionais, foram inúmeros sucessos na lista de músicas que permaneceram no ranking das mais tocadas por semanas, onde vieram os discos de ouro, platina, platina duplo e diamantes. Com uma carreira consolidada, Aparecido e Marcelo, ou melhor, Gian & Giovani são consagrados como uma das duplas mais importantes do Brasil de todos os tempos e uma das cinco maiores da década de 90 (época em que o romantismo elevou o sertanejo a um novo patamar).

## História
Tudo começou em Franca, no interior de São Paulo, quando os irmãos Aparecido, Arnaldo e Marcelo, filhos de Lourdes Martins Morais e Francisco Morais, ainda pequenos já tinham como brinquedo preferido um violão, por sinal tocavam escondido do pai. Sr. Francisco escondia o violão em cima do armário já que o instrumento era uma preciosidade.
A brincadeira foi ficando séria, e logo Sr. Francisco percebeu o talento dos filhos. Já nessa época Aparecido (Gian) revelou-se autodidata (conseguindo tocar várias músicas só de ouvir uma única vez). Foi quando, por volta de 1978, que seu Francisco resolveu incentivá-los a formar o primeiro trio infantil da região: o trio "Sereno, Sereninho e Gaúchinho". E em pouco tempo já estavam fazendo apresentações ao vivo em bares e restaurantes.
Com o passar do tempo, por volta de 1983 Arnaldo por problemas na voz, acabou deixando o trio, e com essa mudança foi preciso criar um novo nome para os cantores que agora formariam uma dupla, foi quando o padrinho dos meninos sugeriu Gian e Giovani, aceito na hora pelos afilhados.
Ao assistir uma apresentação da dupla um comerciante decidiu ajudar os cantores, e assim, com muita expectativa e esperança, o próximo passo seria gravar um disco.
Mas antes de alcançar este feito Gian e Giovani teriam que trabalhar muito e recebiam o apoio dos moradores de Franca, que compareceram fielmente a todas as apresentações da dupla. Decidiram então organizar uma grande festa na cidade para juntar dinheiro e produzir um tape. Como era para arrecadar verba para gravar, então os ingressos foram um pouco mais caros, mas mesmo assim se esgotaram. Mesmo com sucesso da festa, o dinheiro não foi suficiente e Gian e Giovani tiveram que vender o carro que possuíam, uma Caravan.
Embarcaram para a capital paulista, e foram apresentados ao produtor musical Pinócchio, que aconselhou Giovani a cantar mais grave, criando um estilo próprio, pois seria um diferencial na época em que a maioria das duplas de sucesso do momento tinham tom de voz agudo.“Vi o Giovani aquele baixinho cantando agudo, o fiz cantar grave para diferenciar dos demais, foi um contraste no mercado e o pessoal criticava muito, mas estouraram”, disse o produtor.
O tape foi gravado e apresentado a Paulo Rocco na época diretor da extinta Continental. No dia 11 de novembro de 1988, o grande sonho foi alcançado, o primeiro LP de Gian e Giovani foi lançado. Sr. Francisco conta que até chorou ao ouvir pela primeira vez a música dos filhos no rádio. O primeiro lançamento da dupla foi "Amante Anônimo" seguido de "Espuma Da Cerveja", "Você Em Minha Vida". entre outras.
A dupla Gian e Giovani alcançou definitivamente a consagração nacional, em 1990, no segundo LP, com a música "Nem Dormindo Consigo Te Esquecer" a composição de César Augusto ultrapassou fronteiras garantindo a presença da dupla nas paradas de sucesso de todo o Brasil, recebendo diversas premiações e ganhando até uma versão em espanhol que obteve bastante êxito em vários países da América latina. Foi tamanho o sucesso que os irmãos venderam quase meio milhão de cópias, deste segundo álbum recebendo o disco de ouro. A partir daí a dupla começou a receber diversos convites para participação em programas de rádio e televisão da época.
No terceiro álbum lançado em 1992, os irmãos despontaram nas rádios de todo o país com "Olha Amor", que passou várias semanas dentro do top-10 das paradas de sucessos, com isso, o single ficou em 10º lugar na tabela anual de 92 (2º lugar entre as Sertanejas). Por ser dos anos 1990, o arranjo tinha como base a guitarra e os trompetes na introdução, que tinha o apelido popular de "ritmo jovem". Este estilo, acabou sendo considerado como o verdadeiro Sertanejo Popular, o que de fato, levantou a Música Sertaneja para as primeiras posições no Brasil.
Em 1996 já no sexto álbum, e segundo com o selo BMG, os irmãos emplacavam nas paradas de sucesso com a balada "1,2,3 (Um, Dois, Três)" música que se tornou um dos grandes sucessos da dupla, que depois de algum tempo no segundo escalão das duplas sertanejas se tornava uma das principais representantes do gênero. No mesmo ano a dupla participou do especial Amigos, da Rede Globo, cantando as canções "1,2,3" e "Menina Veneno", junto com Zezé Di Camargo e Luciano.
Em entrevista a "Folha de S.Paulo" em fevereiro de 1997, a dupla com 6 discos gravados, já haviam vendido cerca de 4 milhões de cópias em aproximadamente 9 anos de carreira. Neste mesmo ano lançam seu sétimo álbum e terceiro pelo selo BMG. Disco que trouxe inúmeros sucessos, e que garantiu a dupla o disco de platina triplo, pelas mais de 800 mil cópias vendidas na época. Com arranjos do Roupa Nova e produção de Paulo Debétio, a dupla acertou em cheio no repertório, com canções como "Não Vivo Sem Você", composta por Luiz Carlos do Raça Negra e Elias Muniz, e na versão feita pela dupla, "Eu Busco Uma Estrela", que despontou nas paradas de sucesso em todo o país. Um dos grandes momentos do disco, é a participação de Alcione na canção "Amiga, Amigo", uma balada com um toque de samba composta por Paulo Debétio, mostrou a capacidade da dupla em se aventurar noutros estilos, sem perder sua identidade.
O ano de 1998 foi muito promissor para a dupla, pois com o lançamento do oitavo álbum intitulado como Meu Brasil, a dupla mais uma vez alcançava as paradas de sucesso com o hit "O Grande Amor Da Minha Vida" também conhecida como "Convite de Casamento", música que dominou as rádios na época, se tornando uma das canções mais conhecidas da dupla. No dia 1° de novembro de 1998, a dupla gravou um CD duplo ao vivo, intitulado apenas de Ao Vivo, tendo como local escolhido para a gravação o Parque de Exposições Fernando Costa, em Franca, e que contou com um público de mais de 80 mil pessoas. Devido as vendagens expressivas no ano seguinte acabou sendo lançado também em VHS e mais tarde em DVD. Esse disco foi lançado com 250 mil cópias vendidas, e em menos de seis meses de lançamento, obteve uma ótima vendagem, alcançando até agosto de 1999, as 800.000 mil cópias. No entanto, como se conta em duplicidade, foram cerca de 1 milhão e meio de cópias desse trabalho ao vivo, que contou com os maiores sucessos de Gian e Giovani como "Nem Dormindo Consigo Te Esquecer", "Olha Amor", "Não Vivo Sem Você", "Eu Busco Uma Estrela", "Quem Será", "Mil Corações", "O Grande Amor Da Minha Vida" dentre outros.
Com 3 meses de lançamento do disco Dois Corações, a dupla concedeu uma entrevista ao Bate Papo UOL, em fevereiro de 2000, comemorando o disco de platina duplo e a marca de 7 milhões de discos vendidos na carreira.
A voz da dupla foi a escolhida para o tema de abertura da novela "Marcas da paixão", a canção levava o mesmo título da trama, esta que foi exibida pela Rede Record entre maio e novembro de 2000, nesta época a popularidade da dupla era tão grande que no ano seguinte fizeram o grande show de abertura da 46ª edição da Festa do Peão de Boiadeiros de Barretos, evento este considerado como o maior rodeio da América Latina.
Em 2003, o álbum lançado em 2002 recebeu a indicação ao Grammy Latino ao prêmio de "Melhor Álbum de Música Sertaneja" de 2003, disco esse que contava com grandes sucessos que lideraram as rádios naquela época, como "Taça De Pranto", "Tatuagem", entre outros, esse álbum marcava a estreia dos irmãos na gravadora Sony Music.
O segundo DVD da dupla, Uma História de Sucesso, foi gravado em 6 de maio de 2007 na cidade de Santana de Parnaíba, São Paulo. O show de gravação contou com a presença de mais de 50 mil pessoas e contou com releituras de grandes sucessos da dupla e músicas inéditas, tendo as participações de César Menotti & Fabiano, Chitãozinho & Xororó e Inimigos da HP. Este álbum comemora os 20 anos de carreira que a dupla completaria no ano seguinte.
Em 2010 a dupla recebeu o convite para participação do DVD especial Emoções Sertanejas, uma homenagem aos 50 anos de carreira de Roberto Carlos. A música escolhida foi “Eu Te Amo, Te Amo, Te Amo”, que na interpretação da dupla levantou e emocionou o público do Ginásio do Ibirapuera em São Paulo. O clássico do rei, sob nova versão, foi uma das mais pedidas nas rádios do Brasil.
No final de 2014, a dupla anunciou que faria uma pausa na carreira a partir de 2015, e após um hiato de quase 4 anos na carreira, (de outubro de 2014 à março de 2018) os irmãos decidiram retornar definitivamente juntos aos palcos.
No ano de 2020, a dupla gravou o terceiro DVD da carreira, intitulado "Gian & Giovani cantam João Mineiro & Marciano", reunindo 30 grandes clássicos da saudosa dupla João Mineiro & Marciano no repertório. Este trabalho é homenagem à extinta dupla que fez muito sucesso nos anos 1980. O registro aconteceu na noite de 21 de novembro de 2020 no Oasis Eventos em São Carlos, São Paulo.
Em 2024, seguem viajando pelo Brasil com a turnê de shows e com as apresentações especiais do projeto “Boate Azul Ao Vivo”, deste em parceria com Edson & Hudson, além do lançamento do novo projeto “Lado B” – DVD no qual reúnem regravações de sucessos da carreira.

## Pausa na carreira
No dia 10 de outubro de 2014, a dupla anunciou em um comunicado divulgado em suas redes sociais que a partir de 2015 não haveria turnê da dupla. Porém, em março de 2018, Giovani anunciou por meio de suas redes sociais que a dupla estava voltando. O primeiro show oficial da volta da dupla foi em Barretos, na 63ª Festa do Peão de Boiadeiro, uma noite repleta de muita emoção e alegria que contou com um público de mais de 47 mil pessoas.

## Discografia

### Álbuns de estúdio
- (1988) Gian & Giovani
- (1990) Gian & Giovani - Vol. 2
- (1992) Gian & Giovani - Vol. 3
- (1993) Gian & Giovani
- (1995) Gian & Giovani
- (1996) Gian & Giovani
- (1997) Gian & Giovani
- (1998) Meu Brasil
- (1999) Dois Corações
- (2000) Gian & Giovani
- (2002) Gian & Giovani
- (2003) Na Batida do Seu Coração
- (2006) Te Amo
- (2009) Perigo

### DVDs e álbuns ao vivo
- (1999) Ao Vivo
- (2004) Acústico ao Vivo
- (2007) Uma História de Sucesso
- (2012) Joia Rara - Ao Vivo
- (2020) Gian & Giovani cantam João Mineiro & Marciano
- (2022) Boate Azul - Ao Vivo (com Edson & Hudson)
- (2024) Lado B • Gian & Giovani - Ao Vivo

## Singles
| Ano  | Single                                               | Álbum                                         |
| ---- | ---------------------------------------------------- | --------------------------------------------- |
| 1988 | "Amante Anônimo"                                     | Gian & Giovani                                |
| 1988 | "Espuma da Cerveja"                                  | Gian & Giovani                                |
| 1989 | "Você Em Minha Vida"                                 | Gian & Giovani                                |
| 1989 | "Meus Direitos"                                      | Gian & Giovani                                |
| 1990 | "Sua Vez"                                            | Gian & Giovani - Vol. 2                       |
| 1990 | "Nem Dormindo Consigo Te Esquecer"                   | Gian & Giovani - Vol. 2                       |
| 1990 | "Caçador De Corações"                                | Gian & Giovani - Vol. 2                       |
| 1991 | "Roupa De Lua De Mel"                                | Gian & Giovani - Vol. 2                       |
| 1991 | "Sonho De Nós Dois"                                  | Gian & Giovani - Vol. 2                       |
| 1992 | "Olha Amor"                                          | Gian & Giovani - Vol. 3                       |
| 1992 | "Eu Quero Te Amar"                                   | Gian & Giovani - Vol. 3                       |
| 1992 | "Não Dá Pra Te Esquecer"                             | Gian & Giovani - Vol. 3                       |
| 1992 | "Com Outro Foi Embora"                               | Gian & Giovani - Vol. 3                       |
| 1993 | "Sai Dessa Coração"                                  | Gian & Giovani                                |
| 1993 | "Meu Coração Só Quer Você"                           | Gian & Giovani                                |
| 1993 | "Faz de Conta (L'Italiano)"                          | Gian & Giovani                                |
| 1994 | "Cansei de Namorar a Solidão"                        | Gian & Giovani                                |
| 1995 | "O Que é Que a Gente Não Faz Por Amor"               | Gian & Giovani                                |
| 1995 | "Viola Caipira"                                      | Gian & Giovani                                |
| 1995 | "Depois do Adeus"                                    | Gian & Giovani                                |
| 1995 | "Dói"                                                | Gian & Giovani                                |
| 1996 | "Viagem Louca"                                       | Gian & Giovani                                |
| 1996 | "1,2,3"                                              | Gian & Giovani                                |
| 1996 | "Amor Demais"                                        | Gian & Giovani                                |
| 1996 | "Te Amo Menina"                                      | Gian & Giovani                                |
| 1996 | "Papel de Chiclete"                                  | Gian & Giovani                                |
| 1996 | "Tô Pensando Nela"                                   | Gian & Giovani                                |
| 1997 | "Não Vivo Sem Você"                                  | Gian & Giovani                                |
| 1997 | "Eu Busco Uma Estrela"                               | Gian & Giovani                                |
| 1997 | "Me Dá Um Beijo"                                     | Gian & Giovani                                |
| 1997 | "Amigo Seu"                                          | Gian & Giovani                                |
| 1998 | "Que Raio de Amor É Esse?"                           | Gian & Giovani                                |
| 1998 | "O Grande Amor da Minha Vida (Convite de Casamento)" | Meu Brasil                                    |
| 1998 | "Quem Será"                                          | Meu Brasil                                    |
| 1998 | "Mil Corações"                                       | Meu Brasil                                    |
| 1998 | "Caí no Laço"                                        | Meu Brasil                                    |
| 1998 | "Meu Brasil"                                         | Meu Brasil                                    |
| 1999 | "Escravo Do Amor" (Ao Vivo)                          | Ao Vivo                                       |
| 1999 | "Planeta Sonho" (Ao Vivo)                            | Ao Vivo                                       |
| 1999 | "Dois Corações"                                      | Dois Corações                                 |
| 2000 | "Gol do Coração"                                     | Dois Corações                                 |
| 2000 | "A Verdade Veio à Tona"                              | Dois Corações                                 |
| 2000 | "Aperte O Play"                                      | Gian & Giovani                                |
| 2001 | "Na Doçura dos Seus Beijos"                          | Gian & Giovani                                |
| 2001 | "Sete Dias"                                          | Gian & Giovani                                |
| 2001 | "Nunca Mais Vou Esquecer"                            | Gian & Giovani                                |
| 2002 | "Tatuagem"                                           | Gian & Giovani                                |
| 2002 | "Pra Conhecer Uma Mulher"                            | Gian & Giovani                                |
| 2002 | "Taça de Pranto"                                     | Gian & Giovani                                |
| 2003 | "O Trem é Bão"                                       | Gian & Giovani                                |
| 2003 | "Na Batida do Seu Coração"                           | Na Batida do Seu Coração                      |
| 2003 | "A Gente Não Consegue Se Amar"                       | Na Batida do Seu Coração                      |
| 2004 | "Teimosia"                                           | Acústico ao Vivo                              |
| 2004 | "Onde Andarás"                                       | Acústico ao Vivo                              |
| 2004 | "Você Virou Saudade"                                 | Acústico ao Vivo                              |
| 2005 | "A Próxima Vítima"                                   | Acústico ao Vivo                              |
| 2005 | "Peão de Vitrine"                                    | América Rodeio                                |
| 2006 | "Te Amo"                                             | Te Amo                                        |
| 2006 | "Amor Eterno"                                        | Te Amo                                        |
| 2006 | "A Menina da Loja"                                   | Te Amo                                        |
| 2007 | "Por Que Será?"                                      | Te Amo                                        |
| 2007 | "Dou A Cara Pra Bater"                               | Uma História de Sucesso                       |
| 2007 | "Página De Amigos (part. Chitãozinho & Xororó)"      | Uma História de Sucesso                       |
| 2008 | "Vai Pescar Moçada"                                  | Uma História de Sucesso                       |
| 2008 | "Entre o Beijo e a Boca"                             | Uma História de Sucesso                       |
| 2009 | "Se É Amor"                                          | Perigo                                        |
| 2009 | "Arrepiou, Arrepiou"                                 | Perigo                                        |
| 2010 | "Perigo"                                             | Perigo                                        |
| 2010 | "Eu Te Amo, Te Amo, Te Amo"                          | Emoções Sertanejas                            |
| 2010 | "Fonte de Desejos" (Ao Vivo)                         |                                               |
| 2011 | "Chorando Por Você"                                  | Joia Rara - Ao Vivo                           |
| 2011 | "Para Tudo"                                          | Joia Rara - Ao Vivo                           |
| 2012 | "Esperanças Não Morrem Assim"                        | Joia Rara - Ao Vivo                           |
| 2012 | "Joia Rara"                                          | Joia Rara - Ao Vivo                           |
| 2013 | "Por Toda Vida"                                      | Joia Rara - Ao Vivo                           |
| 2014 | "Sai Dessa Vida"                                     | Singles                                       |
| 2018 | "E Se Eu Falar"                                      | Singles                                       |
| 2019 | "Destino Traçado (Fogo Com Gasolina)"                | Singles                                       |
| 2020 | "As Paredes Azuis"                                   | Gian & Giovani cantam João Mineiro & Marciano |
| 2021 | ''Amor Clandestino" (Ao Vivo)                        | Gian & Giovani cantam João Mineiro & Marciano |
| 2021 | "Já Disse Que Te Amo Hoje?"                          |                                               |
| 2021 | "Seu Efeito"                                         |                                               |
| 2022 | "Boate Azul"                                         | Boate Azul - Ao Vivo (com Edson & Hudson)     |
| 2022 | "Ana Maria"                                          | Boate Azul - Ao Vivo (com Edson & Hudson)     |
| 2024 | ''Mensagem Errada"                                   | Single                                        |
| 2024 | "Sensível"                                           | DVD Lado B                                    |

Como artista convidado
| Ano  | Single                                              | Álbum                                       |
| ---- | --------------------------------------------------- | ------------------------------------------- |
| 2023 | "Muda" (Daniel part. Gian & Giovani)                | Daniel 40 Anos: Celebra João Paulo & Daniel |
| 2023 | "Você Não Morre Mais" (Daniel part. Gian & Giovani) | Daniel 40 Anos: Celebra João Paulo & Daniel |

<br /